# Самора, Нельсон
Нельсон Эрнесто Самора Вильяльба (исп. Nelson Ernesto Zamora Villalba; род. 5 апреля 1959) — уругвайский бегун-марафонец, выступавший в 1985—2007 годах. Победитель первенств национального значения, призёр ряда крупных международных стартов на шоссе, участник летних Олимпийских игр в Барселоне.

## Биография
Нельсон Самора родился 5 апреля 1959 года.
Впервые заявил о себе в лёгкой атлетике на международном уровне в сезоне 1985 года, когда вошёл в состав уругвайской сборной и выступил на чемпионате Южной Америки в Сантьяго, где в зачёте марафона стал шестым.
В 1986 году в той же дисциплине был восьмым на иберо-американском чемпионате в Севилье, одержал победу на марафоне в Альта-Грасии, закрыл десятку сильнейших на марафоне в Буэнос-Айресе.
В 1987 году финишировал девятым на Панамериканских играх в Индианаполисе и пятым на южноамериканском чемпионате в Сан-Паулу.
В 1991 году с личным рекордом 2:18:54 пришёл к финишу вторым на Буэнос-Айресском марафоне.
Благодаря череде удачных выступлений в 1992 году удостоился права защищать честь страны на летних Олимпийских играх в Барселоне — в программе марафона показал время 2:25:32, расположившись в итоговом протоколе соревнований на 54-й строке.
В 1995 году среди прочего стал шестым на марафоне в Буэнос-Айресе.
В 1996 году финишировал вторым на марафоне в аргентинской Санта-Розе.
В 2004 году занял 22-е место на чемпионате Южной Америки по кроссу в Макаэ.
В 2005 году показал 21-й результат на южноамериканском кроссовом чемпионате в Монтевидео.
В 2007 году финишировал третьим на полумарафонах в Монтевидео и Пирьяполисе.
Сын Андрес Самора (род. 1983) также успешно занимался бегом на длинные дистанции, бежал марафон на Олимпиаде 2016 года в Рио-де-Жанейро.